# Christina Karnebeek-Backs
Christina Karnebeek-Backs, detta Chrissemeuje (Holterhoek, 2 ottobre 1849 – Holterhoek, 7 ottobre 1959), è stata una supercentenaria olandese che detenne il titolo di decana dell'umanità dalla morte della statunitense Catherine Waller, il 4 gennaio 1959, al suo stesso decesso, avvenuto sette mesi dopo.

## Biografia
Christina Karnebeek-Backs nacque nel 1849, figlia di Gerardus Backs (1818-1888), contadino e Johanna Nijrolder (1816-1909). Sua madre raggiunse l'età di 93 anni. Christina si sposò due volte: il 21 settembre 1888 con Gerrit Jan Startman (1831-1896) e l'11 novembre 1897 con Antonius Bernardus Karnebeek (1855-1922).
Con la morte di Nancy Ryan, anch'ella di 109 anni, il 17 ottobre 1958, divenne la persona più anziana del mondo la cui età fosse stata verificata. Ricerche condotte nel 2023 dall'associazione di ricerca gerontologica LongeviQuest hanno permesso però di stabilire che la persona vivente più anziana fu, fino al 4 gennaio 1959, la 110enne statunitense Catherine Waller. Morì all'età di 110 anni per gli effetti di un raffreddore, cinque giorni dopo essere diventata supercentenaria; alla sua morte, la persona più longeva al mondo divenne, secondo le fonti ufficiali, il 109enne statunitense Robert Alexander Early (1849-1960).
Sebbene fosse la donna olandese più longeva di sempre fino ad allora, non era la persona olandese più anziana di tutti i tempi: il record storico nazionale era all'epoca detenuto da Geert Adriaans Boomgaard, primo supercentenario della storia ufficialmente riconosciuto come tale, morto nel 1899 all'età di 110 anni e 138 giorni.